# Euphylidorea stupkai
Euphylidorea stupkai är en tvåvingeart som först beskrevs av Alexander 1940.  Euphylidorea stupkai ingår i släktet Euphylidorea och familjen småharkrankar. Inga underarter finns listade i Catalogue of Life.